# Äventyr i New Orleans
Äventyr i New Orleans är en fransk-amerikansk äventyrsfilm från 1951 med Errol Flynn, Micheline Presle och Vincent Price. Den regisserades av William Marshall med Robert Florey som inofficiell medhjälpare. Filmen producerades av Silver Films och spelades in i Frankrike, till stor del i Nanterre. Den distribuerades i Sverige av Nordisk Tonefilm.

## Rollista
- Errol Flynn - Kapten Michael Fabian
- Micheline Presle - Lea Mariotte
- Vincent Price - George Brissac
- Agnes Moorehead - Jezebel
- Victor Francen - Henri Brissac
- Jim Gérald - Poliskommissarie Germain
- Héléna Manson - Josephine
- Howard Vernon - Emile
- Roger Blin - Philippe